# Amicita
L'amicita és un mineral de la classe dels silicats, que pertany al grup de les zeolites. Rep el seu nom de Giovanni Battista Amici (1786-1863), físic, òptic i inventor dels prismes Amici.

## Característiques
L'amicita és un silicat de fórmula química K₂Na₂Al₄Si₄O16·5H₂O. Cristal·litza en el sistema monoclínic. La seva duresa a l'escala de Mohs és 4,5.
Segons la classificació de Nickel-Strunz, l'amicita pertany a «09.GC: Tectosilicats amb H₂O zeolítica, cadenes de connexions dobles de 4-enllaços» juntament amb els següents minerals: garronita-Ca, gismondina-Ca, gobbinsita, harmotoma, phil·lipsita-Ca, phil·lipsita-K, phil·lipsita-Na, flörkeïta, merlinoïta, mazzita-Mg, mazzita-Na, perlialita, boggsita, paulingita-Ca i paulingita-K.

## Formació i jaciments
Es troba en petits filons que tallen roques volcàniques i piroclàstiques de mel·lilita-nefelina. Sol trobar-se associada a altres minerals com: merlinoïta, calcita i aragonita. Va ser descoberta l'any 1979 a la pedrera Höwenegg, a Immendingen, Hegau (Baden-Württemberg, Alemanya). També ha estat trobada al mont Koashva i a la mina d'apatita de Kirovskii (massís de Khibini, Rússia), i a la pedrera Las Urracas (Campo de Calatrava, Espanya).